# Світцер (Західна Вірджинія)
Світцер (англ. Switzer) — переписна місцевість (CDP) в США, в окрузі Лоґан штату Західна Вірджинія. Населення — 593 особи (2020).

## Географія
Світцер розташований за координатами 37°47′12″ пн. ш. 81°59′4″ зх. д. / 37.78667° пн. ш. 81.98444° зх. д. (37.786805, -81.984419).  За даними Бюро перепису населення США в 2010 році переписна місцевість мала площу 6,12 км², з яких 6,06 км² — суходіл та 0,06 км² — водойми.

## Демографія
Згідно з переписом 2010 року, у переписній місцевості мешкало 595 осіб у 262 домогосподарствах у складі 179 родин. Густота населення становила 97 осіб/км².  Було 314 помешкання (51/км²).
Расовий склад населення:
| - 97,8 % — білих - 0,7 % — чорних або афроамериканців - 0,2 % — корінних американців |

До двох чи більше рас належало 1,0 %. Частка іспаномовних становила 1,3 % від усіх жителів.
За віковим діапазоном населення розподілялося таким чином: 17,6 % — особи молодші 18 років, 65,3 % — особи у віці 18—64 років, 17,1 % — особи у віці 65 років та старші. Медіана віку мешканця становила 46,5 року. На 100 осіб жіночої статі у переписній місцевості припадало 94,4 чоловіків;  на 100 жінок у віці від 18 років та старших — 95,2 чоловіків також старших 18 років.
За межею бідності перебувало 26,4 % осіб, у тому числі 27,8 % дітей у віці до 18 років та 0,0 % осіб у віці 65 років та старших.
Цивільне працевлаштоване населення становило 452 особи. Основні галузі зайнятості: освіта, охорона здоров'я та соціальна допомога — 44,7 %, роздрібна торгівля — 19,5 %, науковці, спеціалісти, менеджери — 8,6 %, мистецтво, розваги та відпочинок — 6,2 %.